# 山崎正和
山崎 正和（やまざき まさかず、英語: Masakazu Yamazaki、1934年〈昭和9年〉3月26日 - 2020年〈令和2年〉8月19日）は、日本の劇作家、評論家、演劇研究者。文化功労者、文化勲章受章者。
関西大学文学部教授、大阪大学文学部教授、東亜大学学長、文部科学省中央教育審議会会長（第4期）、LCA大学院大学学長、サントリー文化財団副理事長、大阪大学名誉教授、経済産業省参与、日本芸術院会員などを歴任した。
『世阿弥』（1963年）、『後白河法皇』（1966年）、『冬の花火』（1968年）など多数の話題作を発表し、劇作家としての地位を築く。一方、評論の分野でも活動。『劇的なる日本人』（1971年）では、従来劇的でないとされてきた日本人の生活の中に、西洋とは異質の劇的精神があることを指摘した。『柔らかい個人主義の誕生』（1984年）、『文化開国への挑戦』（1987年）、『大停滞の時代を超えて』（2012年）などでも幅広い視野で文化論・文明論を展開している。

## 来歴
京都府京都市出身。満洲国の瀋陽で育ち、11歳の少年時代、第二次世界大戦末期のソ連対日参戦によるソ連兵の暴虐や混乱を目の当たりにして、文明社会が無秩序や残虐さと隣り合わせであることを実感する。早くから演劇に興味をもち、この時期には森鴎外やウィリアム・シェイクスピアなどの作品を読んでいた。
父の死去をこの地で迎えたのち、内地へ引き揚げ。京都府立鴨沂高等学校を経て、京都大学文学部哲学科美学美術史専攻を卒業後、同大学院文学研究科博士課程美学美術史学専攻に進む（のちに中退）。
大学院在学中から戯曲を執筆し、1963年に『世阿彌』で第9回岸田國士戯曲賞を受賞する。『世阿弥』は俳優座によって初演されたのち、英語、ドイツ語に翻訳されてニューヨークやフィレンツェでも上演された。貧しい母子家庭で育ったが、フルブライト・プログラムの援助を受け、1964年から1965年にかけてはアメリカ合衆国のイェール大学演劇学科に留学する。1967年には同大学で日本文学を講じた。
1969年、関西大学文学部助教授に就任。この年、全共闘の学生に取り囲まれて殴打され、さらに学生運動に共感していた医師から治療を拒否されている。
劇作と並行して評論活動も行い、1972年に近代日本文明論『劇的なる日本人』で芸術選奨新人賞を受賞する。1973年、森鴎外を新しい視点から論じた『鴎外 戦う家長』で読売文学賞を受賞。続編『不機嫌の時代』では、日露戦争以降の文学者たちの状況を捉えた。評論の射程はアメリカ論、室町時代論など広く、『太平記』『徒然草』『方丈記』などの古典・中世文学の現代語訳も手掛けた。
1974年、関西大学文学部教授に昇任。1976年から1995年までは大阪大学文学部教授を務める。1984年には、現代日本文化論『柔らかい個人主義の誕生』で吉野作造賞を受賞。以後は文芸評論のみならず文明評論にも取り組み、丸谷才一との対談により文化論を多く刊行した。専門の演劇美学に関する戯曲・評論も続けて発表しており、著作集全12巻（1981～1982年刊）にまとめられている。
その後、東亜大学学長を経て、大阪大学名誉教授、LCA大学院大学学長に着任する。1993年の学位論文『演技する精神』で大阪大学より博士（文学）の学位を取得した。
1995年1月17日早朝、兵庫県西宮市の自宅で阪神・淡路大震災に遭遇。被災地は食料にも事欠く有様だったが、満州での体験もあって、非常時でも「おにぎりも文化も必要」と決意する。ひょうご舞台芸術の芸術監督として栗山民也演出の舞台『GHETTO/ゲットー』を制作し、震災5か月後で周囲にまだ瓦礫が残る新神戸オリエンタル劇場で上演にこぎつけた。この作品をめぐっては、関西財界に頼んで切符を売り、東京での稽古に立ち会った際は思わず泣いてしまうほどの奔走ぶりであった。
1999年に紫綬褒章、2007年に文化功労者、2011年に日本芸術院賞・恩賜賞を受賞。同年、日本芸術院会員に就任した。2018年には文化勲章を受章する。
2020年8月19日午前3時2分、悪性中皮腫のため兵庫県の病院で死去。86歳没。

## 家族
- 父 - 満州医科大学教授、生物学者。蘭方医の家系に生まれ、奉天に赴任中に結核で死去[9][10]
- 妻・山崎苳子（1932−2019） - 大阪芸術大学文芸学科教授。京都大学教授・杉山産七の長女。京都大学卒業（美学専攻）。1961年に結婚[11][12][13]。
- 岳父・杉山産七（1902-1988） - ドイツ語学者、京都大学教授。富山で生まれ、旧制第四高等学校、東京帝国大学文学部を経て京都帝国大学文学部独文科を卒業。台北高等学校、大阪女子高等医学専門学校、旧制第三高等学校などの教師を経て京都大学教授を務め、退官後は帝塚山学院大学教授に主任。旧制第四高等学校の同級生・中野重治の小説『歌のわかれ』の松山内蔵太のモデル。京都帝国大学の同窓生である荻原耐、河盛好蔵らと同人誌を手掛けた[14][15]。

## 人物・主張

### 「柔らかい個人主義」
成熟した個人主義に基づく近代社会の構築を提唱しており、企業メセナやボランティアの概念を日本に普及させた当事者の一人である。阪神・淡路大震災で活躍した市民ボランティアを「柔らかい個人主義」の実現と高く評価した。

### 文化的保守
政治思想としては中道・親米的な現実主義の立場を採り、冷戦下では自由主義陣営への支持を明言した。「『政治的な保守』というものは存在しないし、存在しえない」「もし保守というものが成立するとしたら、それは広い意味での『文化』の領域に限られるだろう」と解説した上で、自らを文化的保守であると説明する。

### 「脱亜入洋」論
1990年代には、福澤諭吉の「脱亜入欧」論に倣って「脱亜入洋」（洋＝オセアニア）論を提唱した。

### ポピュリズムの定義
政治家やマスメディアによるポピュリズムを批判するとともに、ポピュリズムとポピュリストについて以下のように定義している。
| 「 | 第1に、彼らは民衆の感情を刺激し、理性よりも情念に訴えるという形をとり、しかも、その情念は反感、あるいは嫉妬という点に絞られ、その対象として敵を必要とする。 第2に、ポピュリストが勝利を収めていくとナンバーツー叩きという形をとる。そして、ポピュリズムが勝利を収めた上で、法的、制度的な改編を行って、勝利の結果を永久化するとファシズムになる。 第3に、ポピュリズムはその形成過程において、その目的を実現するための手続き、過程、制度というものを無視するやり方をとり、あらゆる制度、手続きというものを、むしろ目的の敵として攻撃する。 | 」 |

### 教科書・入試での文章使用
著書の記述の一部が高等学校の国語教科書や大学入試などでよく使用される。

### 「禁煙ファシズム」批判
1980年代以降の日本における喫煙規制強化に対しては、過剰な公権力の介入であるとして「禁煙ファシズム」などと批判している。養老孟司との対談でも中学時代の喫煙体験と、「70歳以上の人に阿片を解禁したら幸せな老人が増えるかもしれない」との考えを示し「禁煙ファシズム」を強く批判した。山崎の喫煙規制批判に関して、日本禁煙学会理事長作田学らは2007年9月13日付で山崎宛ての公開質問状を発表した。

### 「人生10年先送り」論
定年退職年齢を70歳まで延長し、大学卒業者の就職年齢を30歳前後まで遅らせる「人生10年先送り」論を提唱した。「人生の複線化計画」の一環として青春期に10年間の空白を設けることで、若者は経験を積みながら広い教養と趣味を身に付けられるとする。義務教育の内容を濃密化すれば、10年間の空白によって中卒者と大卒者は同質化できるとも説明した。

## 社会的活動
- 経済産業省参与（2001年1月 - ）
- 内閣官房長官私的諮問機関「追悼・平和祈念のための記念碑等施設の在り方を考える懇談会」メンバー（2001年12月 - 2002年12月）
- 内閣総理大臣私的諮問機関「安全保障と防衛力に関する懇談会」メンバー（2004年4月 - 10月）
- 文部科学省第4期中央教育審議会会長（2007年2月 - 2009年1月）

## 著作

### 戯曲
- 世阿彌（1964年、河出書房新社） - 第9回岸田國士戯曲賞受賞
- 野望と夏草（1970年、河出書房新社）- のち新編「世阿彌」（新潮文庫）
- 舟は帆船よ「書下ろし新潮劇場」（1971年、新潮社）
- おうエロイーズ（1972年、新潮社）
- 実朝出帆「書下ろし新潮劇場」（1973年、新潮社）- 芸術祭賞優秀賞
- 木像磔刑（1977年、河出書房新社）
- 地底の鳥（1979年、河出書房新社）
- かなりやの家（1981年、中央公論社）
- オイディプス昇天（1984年、福武書店）- 読売文学賞受賞
- ローマを見た（1989年、中央公論社）
- 二十世紀（1998年、中央公論社）
- 言葉 アイヒマンを捕らえた男（2002年、中央公論新社）

### 評論
- このアメリカ（1967年、河出書房新社、のち文庫）
- 芸術現代論（1967年、中央公論社）
- 反体制の条件（1969年、中央公論社、のち叢書）
- 劇的なる日本人（1971年、新潮社）
- 鴎外 闘ふ家長（1971年、河出書房新社、のち選書、新潮文庫）
- 室町記（1974年、朝日新聞社、のち選書、講談社文庫、同文芸文庫）
- 病みあがりのアメリカ（1975年、サンケイ新聞社出版局）
- 芸術・変身・遊戯（1975年、中央公論社）
- 海の桃山記（1975年、朝日新聞社、のち文春文庫）
- 不機嫌の時代（1976年、新潮社、のち講談社学術文庫）
- 生存のための表現（1977年、構想社）
- 混沌からの表現（1977年、PHP研究所、ちくま学芸文庫、2007年）
- おんりい・いえすたでい'60s（1977年、文藝春秋、のち文庫）
- 劇的なる精神（1978年、河出書房新社）
- 淋しい人間（1978年、河出書房新社）
- 人は役者、世界は舞台 私の名作劇場（1979年、集英社）
- プログラムの余白から（1980年、文藝春秋）
- 曖昧への冒険（1981年、新潮社）
- 「ものごと」の思想 日本問答（1982年、講談社）
- 演技する精神（1983年、中央公論社、のち文庫）
- 柔らかい個人主義の誕生（1984年、中央公論社、のち文庫、増補新版）
- 自己発見としての人生（1985年、TBSブリタニカ）
- 柔らかい自我の文学（1986年、新潮社）
- 文化開国への挑戦 日本の世界史的実験（1987年、中央公論社）
- 日本文化と個人主義（1990年、中央公論社）
- 近代の擁護（1994年、PHP研究所）
- 世紀末からの出発（1995年、文藝春秋）
- 文明の構図（1997年、文藝春秋）
- 大分裂の時代（1998年、中央公論社）
- 歴史の真実と政治の正義（2000年、中央公論新社、のち文庫）
- 世紀を読む（2001年、朝日新聞社）
- 二十一世紀の遠景（2002年、潮出版社）
- 社交する人間 ホモ・ソシアビリス（2003年、中央公論新社、のち文庫）
- アメリカ一極体制をどう受け入れるか（2003年、中央公論新社）
- 装飾とデザイン（2007年、中央公論新社、のち文庫）
- 文明としての教育（2007年、新潮新書）
- 世界文明史の試み 神話と舞踊（2011年、中央公論新社、のち文庫〈上・下〉）
- 大停滞の時代を超えて（2013年、中公叢書）
- 「厭書家」の本棚（2015年、潮出版社）
- 日本人はどこへ向かっているのか（2016年、潮出版社）
- リズムの哲学ノート（2018年、中央公論新社）
- 哲学漫想（2021年、中央公論新社） - 遺著

### 著作集
- 山崎正和著作集 全12巻（1981 - 1982年、中央公論社）
  - 1巻 戯曲
  - 2巻 戯曲
  - 3巻 人生としての芸術
  - 4巻 変身の美学
  - 5巻 海の桃山記
  - 6巻 芸術現代論
  - 7巻 鴎外・闘ふ家長
  - 8巻 不機嫌の時代
  - 9巻 このアメリカ
  - 10巻 病みあがりのアメリカ
  - 11巻 おんりい・いえすたでい’60s
  - 12巻 演技する精神
- 山崎正和全戯曲（3巻組、2016年、河出書房新社）

### 共編・対談集
- 日本の名著10 世阿弥（1969年、責任編集、中央公論社、のち中公バックス）
- 変革と情報 日本史のしくみ（1971年、中央公論社、共編著：林屋辰三郎・梅棹忠夫ほか、のち文庫・改版2019年）
- 沈黙を誰が聞く 対談集（1972年、PHP研究所）[20]
- 対談 現代の神話（1973年、日本経済新聞社、共著：小松左京）
- 続 世界の名著10 近代の芸術論（1974年、責任編集、中央公論社、のち中公バックス）
- 対談 日本天皇史（1974年、文藝春秋、改訂版：文春学藝ライブラリー）
- 雑談 歴史と人物（1976年、中央公論社、共著：丸谷才一ほか）
- 都市の復権（1977年、河出書房新社、共著：黒川紀章・上田篤）
- 劇と批評の精神 対談集（1978年、構想社）
- 80年代-日本の可能性 鼎談集（1978年、PHP研究所）
- 日本人の内と外 対談（1978年、中公新書、共著：司馬遼太郎、のち中公文庫）
- 日本史の黒幕 座談（1978年、平凡社、共著：会田雄次・小松左京、のち中公文庫）
- 鼎談書評（1979年、文藝春秋、共著：木村尚三郎・丸谷才一）
- 鼎談書評 三人で本を読む（1985年、文藝春秋、共著：木村尚三郎・丸谷才一）
- 柔らかい個人主義の時代 対談集（1985年、中央公論社）
- 鼎談書評 固い本 やわらかい本（1986年、文藝春秋、共著：木村尚三郎・丸谷才一）
- 言論は日本を動かす（1986年、講談社、全10巻） - 解説担当（第2巻 人間を探求する、第3巻 アジアを夢みる）
- 日本の町（1987年、文藝春秋、共著：丸谷才一、のち文庫）
- 見わたせば柳さくら（1988年、中央公論社、共著：丸谷才一、のち文庫）
- 都市開幕 国家と世界をつないで（1988年、TBSブリタニカ編）
- 脱亜入洋のすすめ 対談集（1995年、TBSブリタニカ）
- 半日の客 一夜の友（1995年、文藝春秋、共著：丸谷才一、のち文庫）
- 二十世紀を読む（1996年、中央公論社、共著：丸谷才一、のち文庫）
- 日本史を読む（1998年、中央公論社、共著：丸谷才一、のち文庫）
- 文化としてのIT革命（2000年、晶文社、共編：西垣通）
- 日本語の21世紀のために（2002年、文春新書、共著：丸谷才一）

以下は回想・評伝
- 『舞台をまわす、舞台がまわる－山崎正和オーラルヒストリー』（2017年3月、中央公論新社）
聞き手・編：御厨貴、阿川尚之、苅部直、牧原出。全13回に及ぶインタビュー。
- サントリー文化財団編『それぞれの山崎正和 別冊アステイオン』（2020年12月、CCCメディアハウス）
- 片山修『山崎正和の遺言』（2021年7月、東洋経済新報社）

#### 百科事典
- 世界大百科事典（平凡社） - 「戯曲」「台詞」「ドラマトゥルギー」「間」の項目執筆

### 翻訳
- 日本の古典 15 太平記（1971年、河出書房新社）
  - 日本古典文庫 15 太平記 上下巻（1976年、河出書房新社）
  - 現代語訳 日本の古典15 太平記（1979年、河出書房新社）
  - 太平記（1990年、河出文庫、全4巻）

このほか、単行本の新版、抜粋解説『日本の古典9 グラフィック版 太平記』（1975年、世界文化社）、『太平記 ビジュアル版 日本の古典に親しむ6』（2006年、世界文化社）が刊行されている。
- 現代語訳 日本の古典〈12〉徒然草・方丈記（1980年、学研、のち学研M文庫）
- エレファント・マン（バーナード・ポメランス、1980年、河出書房新社）
- オーソン・ウェルズ 青春の劇場（リチャード・フランス、1983年、講談社学術文庫）
- オイディプス王 - 『オイディプス昇天』に収録（1986年、福武書店、のち河出書房新社「全戯曲」収録）

## 関連人物
- 梅棹忠夫
- 司馬遼太郎
- 梅原猛
- 小松左京
- 萩原延壽
- 芳賀徹
- 高坂正堯
- 開高健
- 粕谷一希
- 丸谷才一
- 谷沢永一